# Lushan
Lushan (chin. upr. 庐山, chin. trad. 廬山, pinyin: Lúshān) – górzysty region w pobliżu miasta Jiujiang w prowincji Jiangxi we wschodnich Chinach, wykorzystywany pod uprawę herbaty. Najwyższym szczytem jest Hanyang Feng (汉阳峰, Hànyáng Fēng) w masywie Lu Shan o wysokości 1474 m n.p.m. W regionie utworzono park krajobrazowy Lushan (庐山风景区, Lúshān fēngjǐng qū), który w 1996 roku został wpisany na listę światowego dziedzictwa kulturowego UNESCO ze względu na swoje znaczenie dla historii Chin.

## Historia
W dawnych Chinach krajobrazy Lushan były tematem licznych wierszy i obrazów. Region był również przez wieki duchowym centrum chińskiej cywilizacji. Tworzył tu m.in. prekursor chińskiej poezji ludowej Tao Yuanming, pracowali tu także Lu Xiujing - autor pierwszej kroniki taoizmu, Zong Bing - pierwszy teoretyk chińskiego malarstwa przyrodniczego, Wang Xizhi - największy mistrz chińskiej kaligrafii i Huiyuan - prekursor chińskiego odłamu buddyzmu. 

### Epoka Mao Zedonga
W epoce Mao Zedonga w regionie Lushan odbywały się konferencje Komunistycznej Partii Chin i miało miejsce kilka historycznych, tworzących epokę wydarzeń. W 1959 roku odbyło się tu posiedzenie Komitetu Centralnego KPCh, zakończone dymisją marszałka Peng Dehuaia i otwierające drogę do wzrostu, a później upadku Liu Shaoqi i Deng Xiaopinga. Tutaj odbyło się też posiedzenie Biura Politycznego w 1970 roku, na którym prawdopodobnie doszło do ostatecznego politycznego starcia Lin Biao z Mao Zedongiem. Rok później, po nieudanym zamachu na Mao Zedonga, Lin Biao zmarł w niewyjaśnionych do końca okolicznościach.

## Zabytki
W regionie Lushan zachowały się trzy obiekty, odzwierciedlające główne okresy w historii Cesarstwa Chińskiego:
- Donglin Si (东林寺, Dōnglínsì = Świątynia Wschodniego Lasu) – klasztor buddyjski, wzniesiony przez Huiyuana. Upamiętnia on pojawienie się chińskiego buddyzmu w epoce dynastii Jin.
- Bailudong Shuyuan (白鹿洞书院, Báilùdòng Shūyuàn = Akademia Jaskini Białego Jelenia) – miejsce, w którym filozof Zhu Xi z czasów dynastii Song rozwinął ideę neokonfucjanizmu
- zespół kolonialnych budowli z końca XIX wieku, od kamiennych domów przypominających architekturę południowych Niemiec po kościoły w stylu francuskim i hotele w stylu wiktoriańskim. Pochodzą one z okresu, kiedy Lushan było ulubionym kurortem wypoczynkowym europejskich kolonizatorów i ośrodkiem ekspansji zachodniej kultury w Chinach.

Z czasów Chin ludowych w Lushan zachował się m.in. budynek Ludowej Sali Kongresowej (人民剧院,  Rénmín Jùyuàn) z 1936 roku, będącej miejscem historycznych spotkań KPCh w 1959 i 1970 roku. Obecnie działa tam muzeum, poświęcone Mao Zedongowi, Zhou Enlaiowi i innym członkom elity partyjnej. W pobliżu, nad brzegiem jeziora Lulin Hu działa także Muzeum Lushan (庐山博物馆, Lúshān Bówùguǎn), upamiętniające posiedzenie partii z 1970 roku. Można tu obejrzeć m.in. kolekcję fotografii i ogromne łóżko Przewodniczącego Mao. Wcześniejszym zabytkiem jest Willa Meilu (美庐别墅, Měilú Biéshù), zbudowana w latach 30. XX wieku i służąca dawniej Czang Kaj-szekowi za miejsce letniego wypoczynku. Jej nazwa pochodzi od imienia żony Czang Kaj-szeka Song Meiling.

## Obiekty przyrodnicze
Do przyrodniczych atrakcji turystycznych w Lushan zaliczają się m.in. cieniste doliny, górskie stawy i wodospady, stare drzewa. Często odwiedzanymi miejscami są m.in. Xianren Dong (仙人洞, Jaskinia Nieśmiertelnego), Longshou Ya (龙首崖, Urwisko Smoczej Głowy) - naturalna platforma skalna nachylona nad setkami metrów pionowej przepaści, oraz Sanbaoshu (三宝树, Trzy Zabytkowe Drzewa) – miłorząb i dwa cedry, zasadzone pięćset lat temu w pobliżu buddyjskiej świątyni. W Lushan działa także ogród botaniczny (庐山植物园, Lúshān Zhíwùyuán).

## Galeria

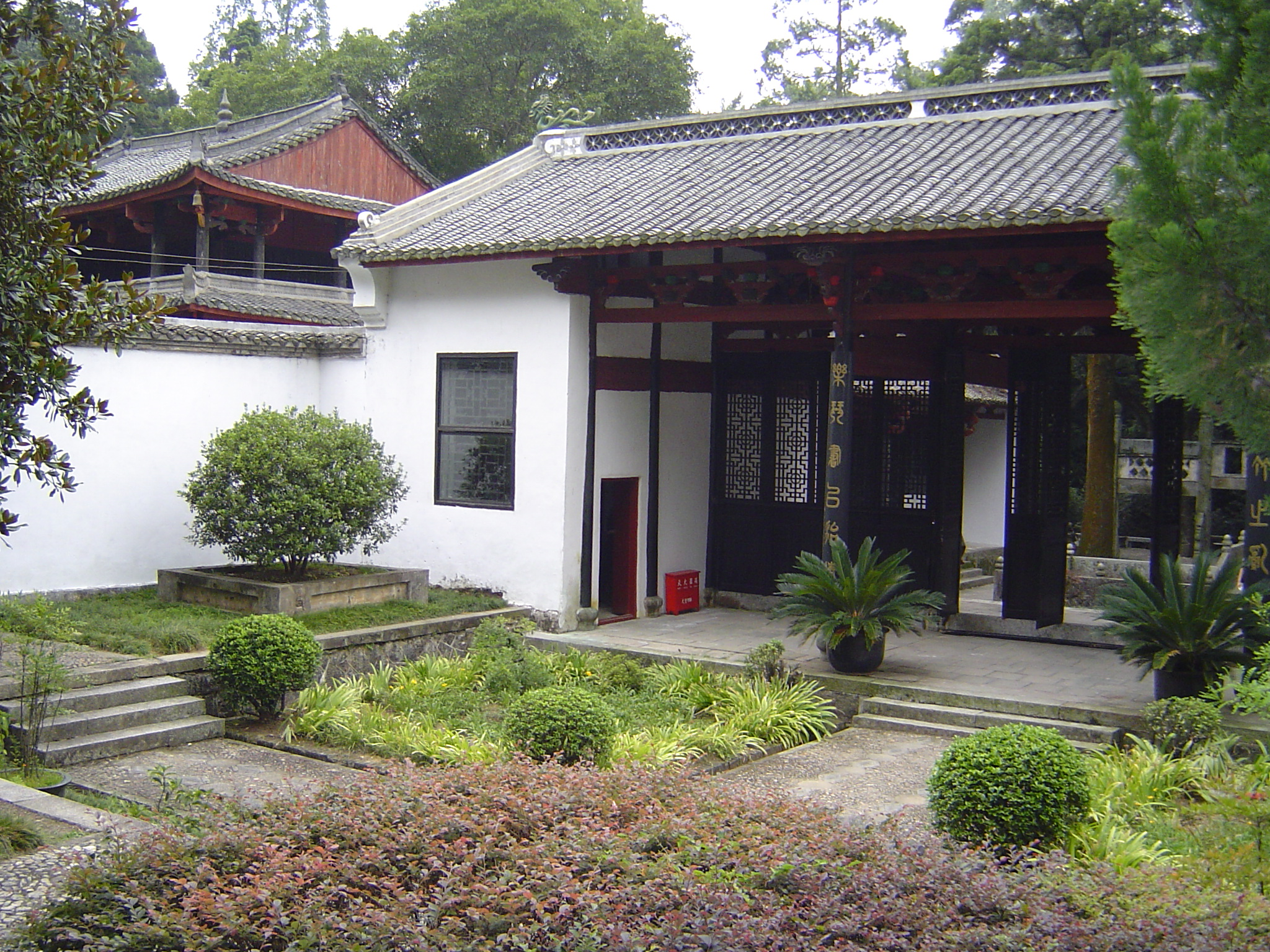
Bailudong Shuyuan
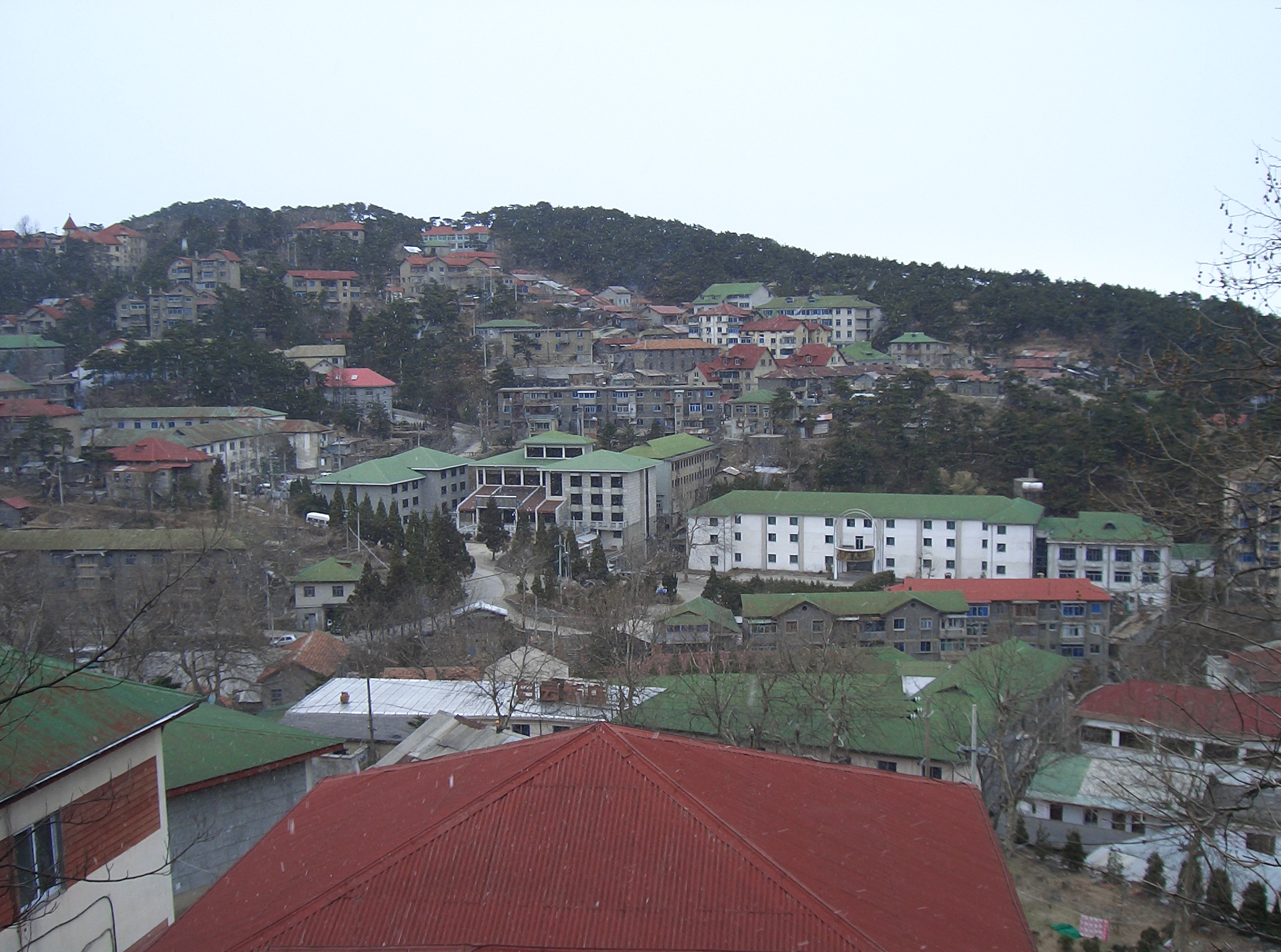
Kolonialna zabudowa w Lushan
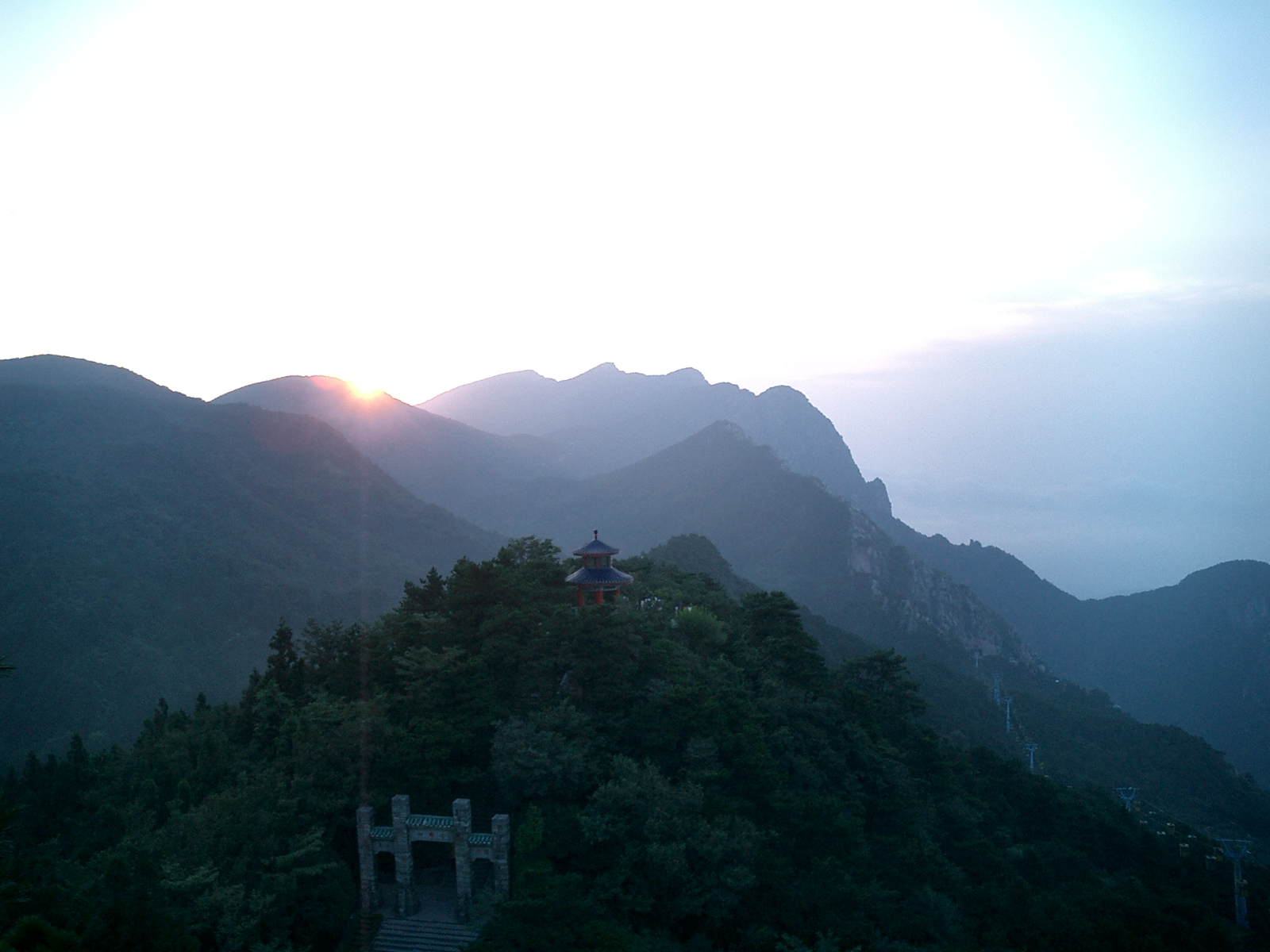
Wschód słońca nad Lushan